# Vickers F.B.5

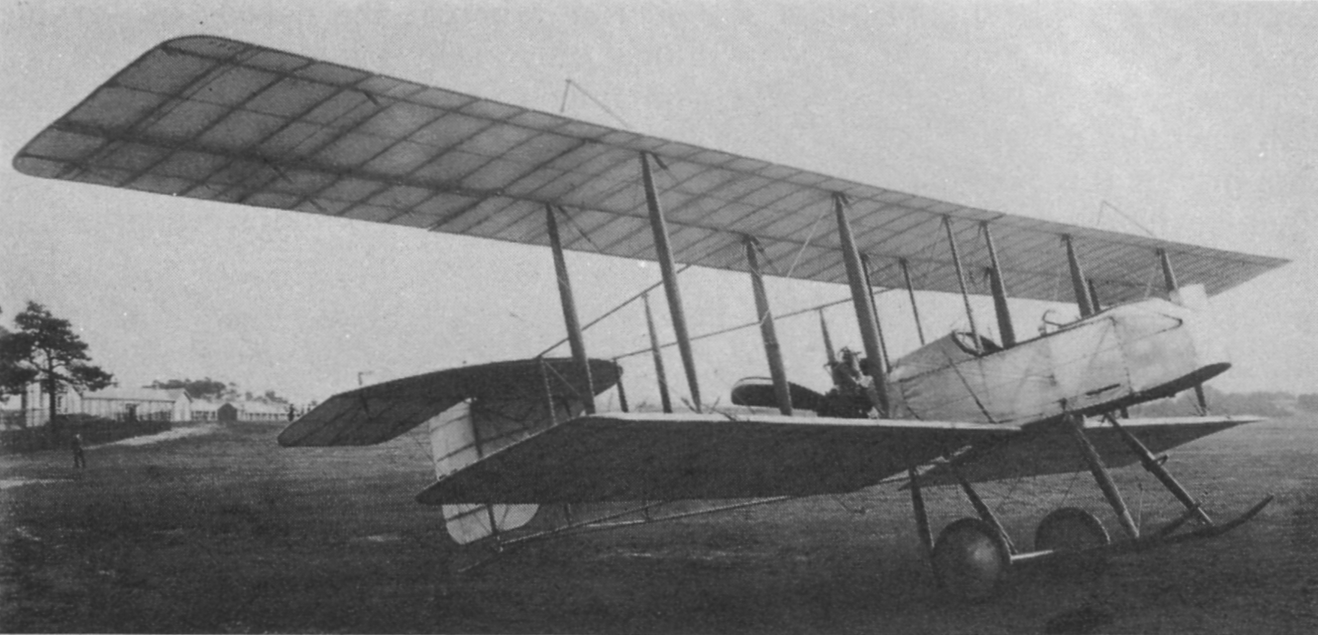
F.B.6.

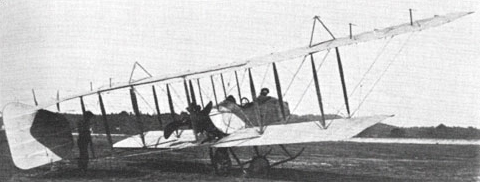
F.B.6

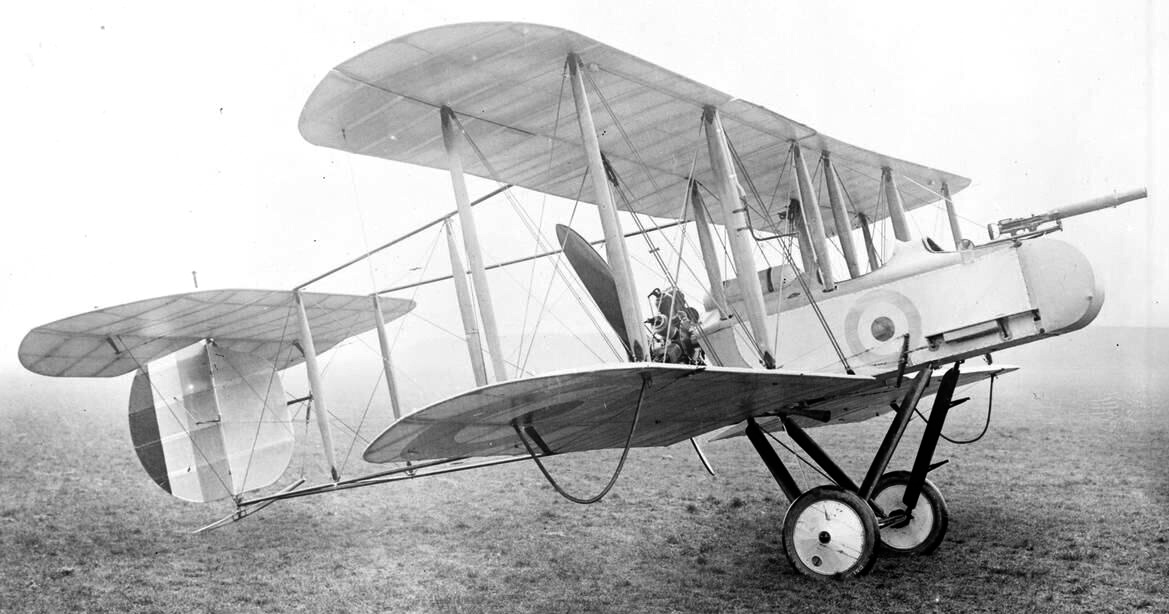
F.B.9

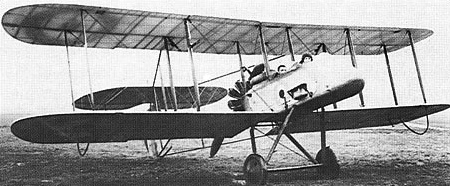
F.B.9

Vickers F.B.5 (Fighting Biplane 5 – Máy bay tiêm kích hai tầng cánh 5) (còn gọi là "Gunbus") là một loại máy bay tiêm kích hai tầng cánh của Anh trong Chiến tranh thế giới I. Trang bị 1 súng máy Lewis .303 in  (7,7 mm).

## Biến thể
E.F.B.2 (Vickers Type 18)
E.F.B.3 (Vickers Type 18B)
E.F.B.4
E.F.B.5
F.B.5
F.B.6
F.B.9
F.B.10
S.B.1

## Quốc gia sử dụng
Pháp
- Aeronautique Militaire

 Đan Mạch
- Không quân Hoàng gia Đan Mạch

 Anh Quốc
- Quân đoàn Không quân Hoàng gia

## Tính năng kỹ chiến thuật (Vickers F.B.5)
Dữ liệu lấy từ Vickers Aircraft since 1908 
Đặc điểm tổng quát
- Kíp lái: 2
- Chiều dài: 27 ft 2 in (8,28 m)
- Sải cánh: 36 ft 6 in (11,13 m)
- Chiều cao: 11 ft 0 in (3,35 m)
- Diện tích cánh: 382 ft² (35,5 m²)
- Trọng lượng rỗng: 1.220 lb (555 kg)
- Trọng lượng có tải: 2.050 lb (930 kg)
- Động cơ: 1 × Gnome Monosoupape, 100 hp (75 kW)

 Hiệu suất bay 
- Vận tốc cực đại: 70 mph (61 knot, 113 km/h) trên độ cao 5.000 ft (1.520 m)
- Tầm bay: 250 mi (217 hải lý, 403 km)
- Trần bay: 9.000 ft (2.743 m)
- Tải trên cánh: 5,4 lb/ft² (26 kg/m²)
- Công suất/trọng lượng: 0,05 hp/lb (0,08 kW/kg)
- Thời gian bay 4 giờ 30 phút [2]
- Lên độ cao 5.000 ft (1.520 m): 16 phút

Trang bị vũ khí

- 1 × Súng máy Lewis 0.303 in (7,7 mm)